# Czestynie
Czestynie (ukr. Честині) – wieś na Ukrainie, w rejonie lwowskim (do 2020 roku w rejonie kamioneckim) obwodu lwowskiego. Wieś liczy około 380 mieszkańców.
W II Rzeczypospolitej do 1934 samodzielna gmina jednostkowa. Następnie należała do zbiorowej wiejskiej gminy Kłodno Wielkie w powiecie żółkiewski w woj. lwowskim. Po wojnie wieś weszła w struktury administracyjne Związku Radzieckiego.